# Prefeitura autônoma tibetana de Diqing
Prefeitura Autônoma Tibetana de Diqing (chinês tradicional: 迪慶藏族自治州, chinês simplificado: 迪庆藏族自治州, pinyin: Díqìng Zàngzú Zìzhìzhōu; em tibetano: བདེ་ཆེན་བོད་རིགས་རང་སྐྱོང་ཁུལ་; Wylie: Bde-chen Bod-rigs rang-skyong khul) é uma prefeitura autônoma na província de Iunã, na China. Tem uma área de 23,870 km2. Sua capital, que também é a maior cidade da província, é Shangri-La.

Esta província da Província de Iunã é limitada a nordeste pela Província de Sichuan e a noroeste pela Região Autônoma do Tibet (TAR). Sudoeste e sudeste da Prefeitura de Diqing são outras partes da Província de Iunã: Prefeitura Autônoma de Nujiang Lisu e Lijiang respectivamente.

Localizção de Diqing em Iunã

## Histórico
Esta prefeitura fica na parte sul de uma região histórica chamada Kham, que pertenceu ao Império Tibetano muitos séculos atrás. Após o declínio desse império no século IX, áreas como o sul de Kham permaneceram mais parte do Tibete em um  etnográfico do que um sentido político. Em termos práticos, em meados do século XVIII, o governo tibetano havia perdido o controle de Kham para a dinastia Qing, e essa situação durou até o final da dinastia Manchu em 1912.